# Nordisk Ungkonservativ Union
Nordisk Ungkonservativ Union (NUU) er en paraplyorganisation for de konservative ungdomspartier i Norden. NUU blev stiftet i Gøteborg i 1946 som følge af det stigende politiske og økonomiske samarbejde mellem de nordiske lande.
NUU fungerer som den konservative gruppe i Ungdommens Nordiske Råd.

## Organisation
NUU ledes af en præsident, vicepræsident og en generalsekretær.
Præsident
| Periode | Navn                | Nation  | Nationalt tilhørsforhold        |       |
| ------- | ------------------- | ------- | ------------------------------- | ----- |
| 1968-70 | Anders Björck       | Sverige | Moderata Ungdomsförbundet       |       |
| 1974-76 | Jens Ottosen-Støtt  | Danmark | Konservativ Ungdom              | [ 1 ] |
| 1976-78 | Per-Kristian Foss   | Norge   | Unge Høyre                      | [ 2 ] |
| 1983-87 | Jørgen Glenthøj     | Danmark | Konservativ Ungdom              | [ 3 ] |
| 1987-89 | Heikki Pakarinen    | Finland | Samlingspartiets ungdomsförbund |       |
| 1993-95 | Tine Sundtoft       | Norge   | Unge Høyre                      | [ 4 ] |
| 1995-97 | Claus Bunk          | Danmark | Konservativ Ungdom              | [ 5 ] |
| 2002-04 | Christofer Fjellner | Sverige | Moderata Ungdomsförbundet       | [ 6 ] |
| 2004-06 | Sigbjørn Aanes      | Norge   | Unge Høyre                      | [ 7 ] |
| 2006-09 | Kasper Hülsen       | Danmark | Konservativ Ungdom              | [ 8 ] |
| 2015-nu | Espen Krogh         | Danmark | Konservativ Ungdom              | [ 9 ] |

Generalsekretær
| Periode | Navn                   | Nation  | Nationalt tilhørsforhold        |        |
| ------- | ---------------------- | ------- | ------------------------------- | ------ |
| 1983-85 | Jan Alsgren            | Danmark | Konservativ Ungdom              |        |
| 1985-87 | Ulrik Walther          | Danmark | Konservativ Ungdom              |        |
| 1987-89 | Henri Molander         | Finland | Samlingspartiets ungdomsförbund |        |
| 1995-97 | Steen Møller           | Danmark | Konservativ Ungdom              | [ 10 ] |
| 2006-09 | Lisbeth Sejer Gøtzsche | Danmark | Konservativ Ungdom              | [ 8 ]  |

### Medlemmer
NUU har syv medlemsorganisationer fra de fem nordiske lande samt de to selvstyreområder, Færøerne og Åland.
| Land     | Ungdomsorganisation                   | Moderparti                  |
| -------- | ------------------------------------- | --------------------------- |
| Danmark  | Konservativ Ungdoms Landsorganisation | Det Konservative Folkeparti |
| Finland  | Samlingspartiets ungdomsförbund       | Samlingspartiet             |
| Færøerne | Høgravendur Ungdómur X við A          | Fólkaflokkurin              |
| Island   | Samband ungra sjálfstæðismanna        | Sjálfstæðisflokkurinn       |
| Norge    | Unge Høyres Landsforbund              | Høyre                       |
| Sverige  | Moderata ungdomsförbundet             | Moderaterna                 |
| Åland    | Unga Moderater                        | Moderaterna på Åland        |